# Géographie de la Birmanie
Comme la plupart des pays d'Asie du Sud-Est, la Birmanie (République de l'Union du Myanmar) possède une géomorphologie et un réseau hydrographique d'orientation nord-sud, qui ont conditionné l'occupation humaine.

## Relief
L'essentiel des reliefs est orienté nord-sud, isolant le pays de l'Inde à l'ouest, et de la Thaïlande, à l'est. Le nord, montagneux, annonce l'Himalaya. On y trouve le Hkakabo Razi, qui culmine à 5 581 mètres, ce qui en fait le plus haut point du pays mais aussi de toute l'Asie du Sud-Est. À l'est, les montagnes de l'état Shan forment une continuité avec celles de la Thaïlande et du Laos (elles sont d'ailleurs peuplées de Thaïs).
Les seules plaines se trouvent au centre et au sud du pays, le long des fleuves et dans les estuaires : l'Irrawaddy, berceau de la puissance birmane proprement dite, et le long des côtes, au sud-est, domaine historique des Môns.

## Principaux cours d'eau
L'Irrawaddy est l'artère vitale de la Birmanie. Il prend sa source dans les hautes terres de l'État de Kachin et s'écoule sur quelque 2 000 km avant de se jeter dans la mer d'Andaman en se divisant en de nombreuses branches. Le fleuve est navigable jusqu'à Bhamo, dans le sud de l'État Kachin.
Son affluent la Chindwin naît de plusieurs ruisseaux dans le nord de la Région de Sagaing et se jette dans l'Irrawaddy entre Mandalay et Pagan. Les navires peuvent la remonter jusqu'à Maw Leik. Au-delà, seuls les petits bateaux peuvent continuer. Durant la saison sèche (de février à mai), les grands bateaux ne peuvent naviguer que jusqu'à Kalewa.
La Sittang naît de plusieurs ruisseaux dans les montagnes de Pégou et les collines de l'État Kayin et du sud de l'État Shan et se jette dans le golfe de Martaban, la partie nord de la mer d'Andaman. La rivière n'est pas navigable pour les bateaux de passagers en raison de ses forts courants et de ses rapides. Certains segments de la rivière ainsi que ses affluents sont utilisés pour le transport de rondins.
La Salouen prend sa source en Chine et traverse les États Shan, Kayah, Kayin, Môn et se jette dans le golfe de Martaban près de Moulmein. Il forme la frontière entre la Thaïlande et l'état Kayin. Les grands bateaux de passagers peuvent la remonter jusqu'à Shwe Gun en hautes eaux (de juin à novembre). Sa partie nord est faite de rapides et          de forts courants dans les montagnes.
Le Mékong forme la frontière entre le Laos et l'état Shan.
Le Grand Tenasserim (en)  se jette dans la mer d'Andaman.

## Environnement

### Ressources naturelles
La Birmanie regorge de rubis, de saphirs, de diamants et de jade. À elle seule, elle commercialise la moitié des rubis dans le monde.
Le pétrole, le gaz mais également le teck sont les matières premières exportés vers leurs pays voisins.

### Faune et flore

#### Végétation

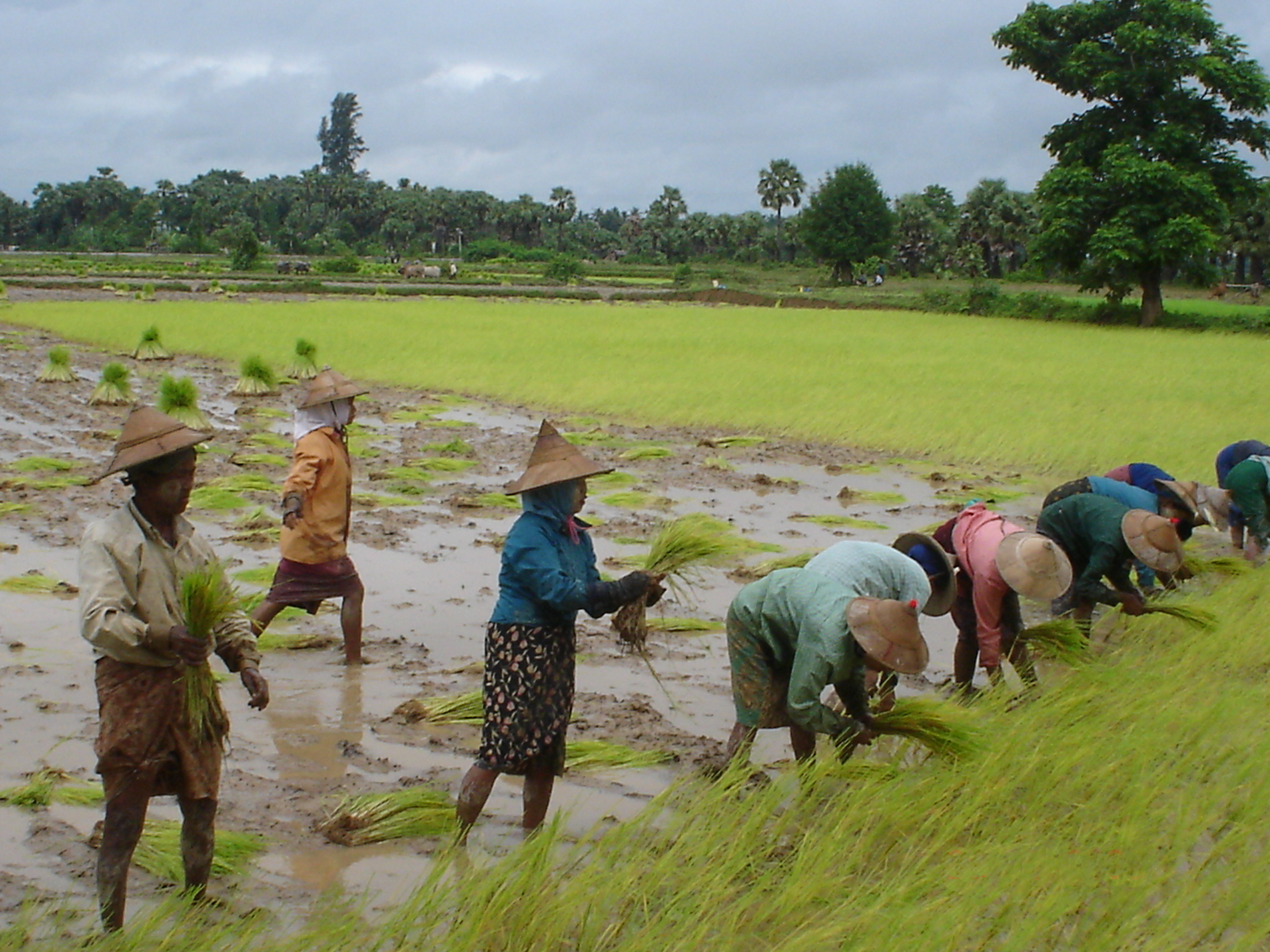
Récolte du riz en Birmanie

Le secteur primaire est le plus représentatif de l’activité birmane (riziculture, etc.).
Diversifiées, les forêts birmanes se décomposent en : (chiffres datant de 2006)
- 39 % de feuillus ;
- 26 % de forêts de montagne ;
- 16 % de feuillus à feuilles persistantes ;
- 10 % de forêts sèches épineuses ;
- 5 % de diptérocarpacées ;
- 4 % de mangroves, forêts marécageuses, plages et dunes.

Certaines espèces sont endémiques comme :
- Phalaenopsis natmataungensis, une espèce d'orchidée du genre Phalaenopsis découverte en 2010 dans le parc Natma Taung[3],[4].

#### Faune
L’ensemble des forêts tropicales abrite une multitude d’espèces animales.
On dénombre plus de 1 000 espèces d’oiseaux, 400 de reptiles et d’amphibiens, 350 de poissons, etc.
Certaines de ces espèces sont en voie d’extinction à la suite de l’exploitation grandissante des ressources naturelles ainsi que la mise en place de barrages.
La chasse est également l’un des facteurs d’appauvrissement de la diversité animale. En effet, la revente et l’exportation de cornes place le rhinocéros de Java en danger critique d'extinction.